# 双土乡
双土乡，是中华人民共和国四川省达州市渠县曾经下辖的一个乡。2019年12月，撤销双土乡，将其所属行政区域划归合力镇管辖。

## 行政区划
双土乡撤銷前下辖以下地区：
双土村、吴寨村、燕山村、石碾村、园锋村和高拱村。